# Saraguro
Saraguro – miasto w południowym Ekwadorze, w prowincji Loja. Stolica kantonu Saraguro.
Przez miasto przebiega Droga Panamerykańska E35.